# Xanthophyllum rectum
Xanthophyllum rectum är en jungfrulinsväxtart som beskrevs av W.J.de Wilde och Duyfjes. Xanthophyllum rectum ingår i släktet Xanthophyllum och familjen jungfrulinsväxter. Inga underarter finns listade i Catalogue of Life.